# جلدغب
جلدغب (بالصومالية: Galdogob)‏ مدينة حدودية بمحافظة مدج تابعة لولاية بونتلاند الصومالية المتمتعة بالحكم الذاتي، تقع المدينة على امتداد الخط الإداري المؤقت المتنازع عليه بين الصومال وإثيوبيا الذي يعود إلى حقبة الخمسينيات من القرن الماضي، كما هو موضح في جميع الخرائط العالمية تقريبًا.

## المناخ
تتمتع جلدغب بمناخ صحراوي، وتصل متوسط درجات الحرارة أقصاها خلال أشهر الشتاء من نوفمبر إلى فبراير من العام، حيث تتراوح درجات الحرارة من 23 إلى 25 °م (73 إلى 77 °ف)، ويزداد الطقس حرارة ببطء في الربيع، حيث يبدأ موسم الأمطار في أبريل. بحيث يصل متوسط درجات الحرارة لاحقًا إلى حوالي 41 درجة مئوية كحد أقصى خلال فترة الصيف. في شهر سبتمبر يبدأ البَرَد بالتساقط التدريجي. 

## التعليم

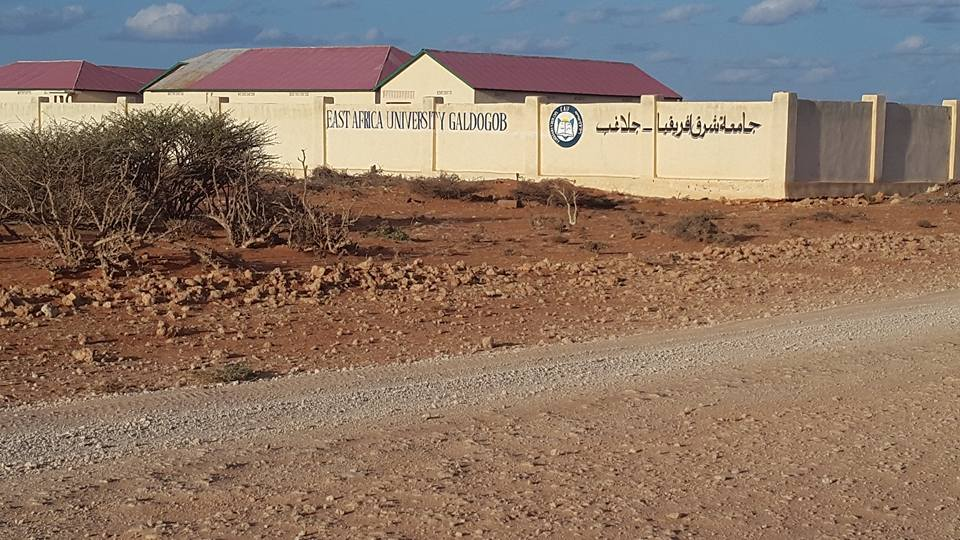
جامعة شرق إفريقيا فرع جلدغب

يوجد في مدينة جلدغب العديد من المؤسسات الأكاديمية، ووفقًا لوزارة التعليم في ولاية بونتلاند فإن المدينة تضم 25 مدرسة ابتدائية و 5 مدارس ثانوية، من ضمنها عِرّو والنور وكلميه وقنسحلى.  المدارس الثانوية في المنطقة تشمل عين شمس وثانوية جلدغب.  في مجال التعليم العالي توجد جامعتي شرق إفريقيا وولاية بونتلاند [PSU]. 

## شخصيات ملحوظة
- سعيد شيخ سمتر (1943-24 فبراير 2015) - باحث وكاتب
- صادق ورفا - عضو مجلس النواب الصومالي ووزير العمل والشؤون الاجتماعية في الحكومة الصومالية